# Patrick O'Donnell (homme politique)
Pour les articles homonymes, voir O'Donnell.
Patrick A. O'Donnell (21 août 1907 - 4 octobre 1970) est un homme politique irlandais du Fine Gael et Teachta Dála (TD) pendant plus de vingt ans.

## Biographie
Il est né le 21 août 1907 dans le comté de Meath de James F. O'Donnell, hôtelier, de Burtonport, comté de Donegal, et de Bridget O'Donnell (née McDonnell). Élevé à Burtonport, O'Donnell fait ses études dans les écoles nationales de Meenmore et Meenamara, ainsi qu'au St Eunan's College de Letterkenny.
Il étudie pendant un certain temps à l'University College de Dublin et obtient son diplôme d'avocat en 1930, faisant son apprentissage dans un cabinet à Ballybofey, dans le comté de Donegal. Il crée son propre cabinet à Dungloe, qui devient l'un des plus grands et des plus prospères d'Irlande, avec de vastes activités dans les comtés de Donegal, Sligo et Leitrim.
Alors qu'il est ministre du Gouvernement local, il assiste au jubilé d'or du St Eunan's College en septembre 1956. Il est membre du conseil du comté de Donegal de 1959 à 1970.
Il est élu pour la première fois au Dáil Éireann le 16 novembre 1949 pour la circonscription de Donegal West, lors d'une élection partielle provoquée par le décès du député du Fianna Fáil Brian Brady. Il est réélu aux élections générales de 1951 et conserve son siège au Dáil jusqu'à sa mort en 1970. O'Donnell est également membre du cabinet, en tant que ministre du gouvernement local dans le deuxième gouvernement interpartis sous le Taoiseach John A. Costello. Il est le premier député du Donegal à siéger au cabinet.